# رئاسة هربرت هوفر

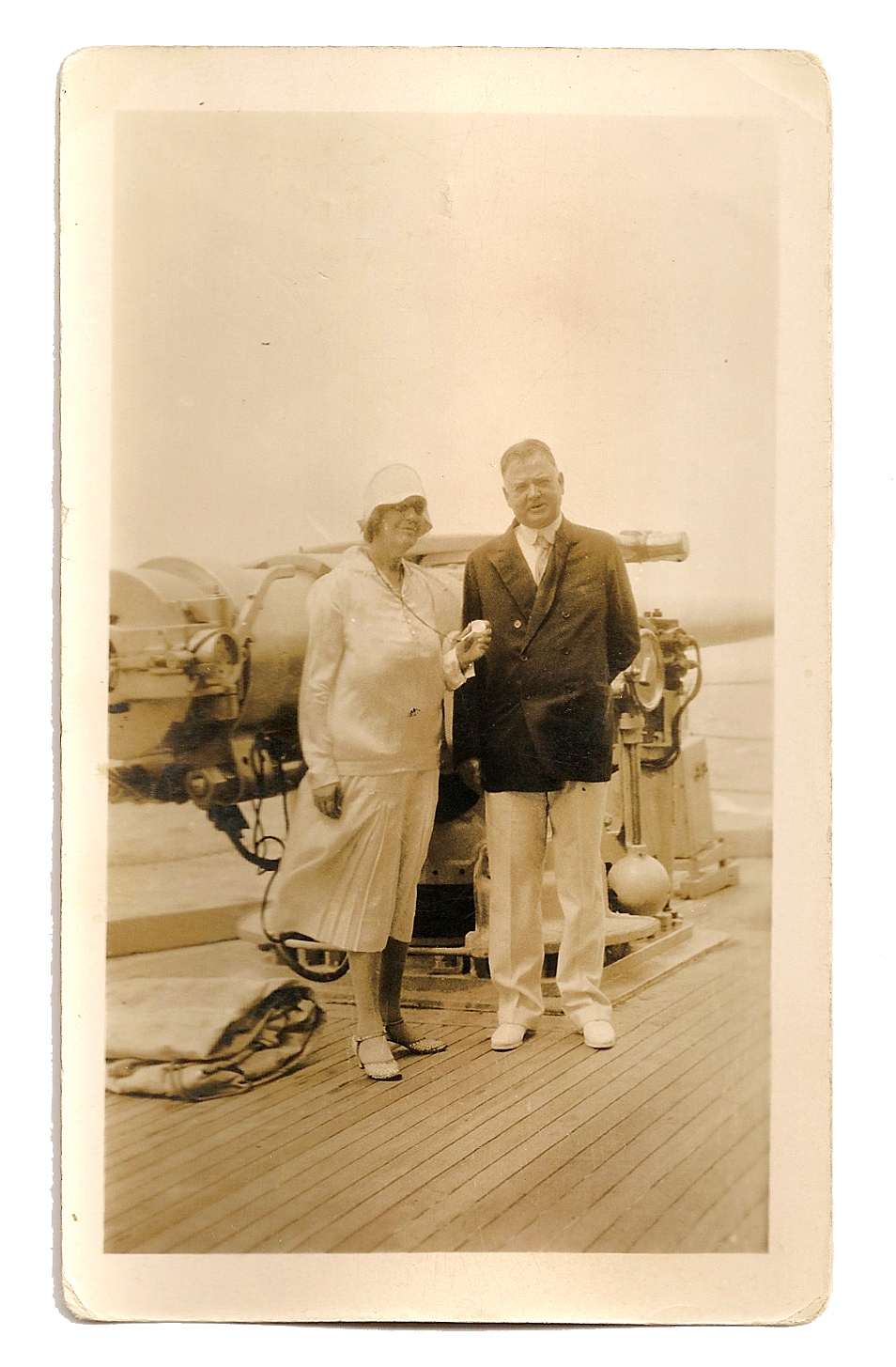
الرئيس المنتخب هوفر وزوجته على متن سفينة يو إس إس يوتا في أمريكا الجنوبية، الصورة من شهر ديسمبر عام 1928.

تبوأ هربرت هوفر منصب الرئيس الحادي والثلاثين للولايات المتحدة الأمريكية، وبدأت مدة ولايته منذ أدائه القسم الرئاسي في 4 مارس عام 1929، وانتهت في 4 مارس عام 1933. فاز الجمهوري هوفر بمنصب الرئيس بعد انتصارٍ ساحقٍ على منافسه الديمقراطي آل سميث من نيويورك في الانتخابات الرئاسية لعام 1928. انتهت ولاية هوفر بعد خسارته في الانتخابات الرئاسية لعام 1932 أمام منافسه الديمقراطي فرانكلن روزفلت.
كان هوفر الرئيس الجمهوري الثالث على التوالي، وحافظ على العديد من سياسات الإدارات السابقة وطاقم الموظفين، مثل وزير الخزانة أندرو ميلون. حبّذ هوفر السياسات التي تتطلب عمل الحكومة والمشاريع التجارية والأيدي العاملة معًا لتحقيق الازدهار الاقتصادي، لكنه عارض عمومًا الدور المباشر للحكومة الفيدرالية في الاقتصاد. حاول هوفر حلّ أزمة المزارع، فوقّع على قرار التسويق الزراعي لعام 1929. سعى هوفر إلى التشدد في تطبيق إجراءات الإنفاذ الفيدرالي إبان حظر الكحوليات في الولايات المتحدة، على الرغم من تنامي اعتراض العامة على هذا القانون. في الشؤون الخارجية، فضّل هوفر اتباع سياسة عدم التدخل في أمريكا اللاتينية، وتابع سياسات نزع السلاح عبر توقيع معاهدة لندن البحرية.
حدث انهيار بورصة وول ستريت عام 1929 بعد 8 أشهرٍ من استلام هوفر منصب الرئيس، فحاول الأخير مواجهة الكساد الكبير الناتج عبر طمأنة ثقة الجمهور والعمل مع قادة الاقتصاد والحكومة المحلية. أقرّ هوفر قانون تعرفة سموت-هاولي، فرفع معدلات الرسوم الجمركية وخفّض مستوى التجارة الدولية. تزامنًا مع اشتداد الكساد بين عامي 1931 و1932، استسلم هوفر مرغمًا للتدخل الفيدرالي المباشر، فأسس شركة إعادة الإعمار المالي ووقّع على كمبيالة كبيرة لحساب مصلحة الأشغال العامة. وقّع هوفر في تلك الفترة أيضًا على قانون الإيرادات لعام 1932، وهو القانون الذي سعى إلى الحفاظ على ميزانية متوازنة عبر رفع الضرائب. لم يتعافَ الاقتصاد بالرغم من تلك الإجراءات، فعانى هوفر من خسارة ساحقة في انتخابات عام 1932 نتيجة ذلك. حصل هوفر على تقييمات أقل من المتوسط موازنة بباقي الرؤساء الأمريكيين.

## انتخابات عام 1928
أعلن الرئيس كالفين كوليدج في أغسطس عام 1927 عن عدم رغبته بالترشح لولاية ثانية في الانتخابات الرئاسية لعام 1928، فبرز هوفر ليكون المرشح الرئيس عن الحزب الجمهوري للانتخابات الرئاسية. حصل هوفر على دعم الدوائر الانتخابية المهمة وفاز في العديد من الانتخابات التمهيدية، لكن العديد من زعماء الحزب عارضوا ترشّحه. في إحدى المناسبات، تحدّث كوليدج عن ترشّح هوفر باشمئزاز واضح، قائلًا «قدّم لي هذا الرجل نصائحًا غير مجدية لست سنوات، وجميع نصائحه سيئة». مع ذلك، لم يرغب كوليدج بإحداث انشقاق في الحزب الجمهوري عبر الاعتراض علنًا على تزكية وزير التجارة ذي الشعبية الكبيرة. لم يتمكّن خصوم هوفر من الاتفاق على مرشّح بديل، وفاز هوفر في التسمية للانتخابات الرئاسية إبان الاقتراع الأول للمؤتمر الجمهوري الوطني عام 1928. ارتأى النواب إعادة ترشيح نائب الرئيس تشارلز دوز ليكون مرشّحًا عن منصب نائب الرئيس، لكن كوليدج لم يحبّ دوز، ونظر إلى هذه الخطوة على أنها «إساءة شخصية» له. اختار المؤتمر الجمهوري السيناتور تشارلز كورتيس من كانساس بديلًا عنه.
رشّح نواب المؤتمر الديمقراطي الوطني لعام 1928 حاكم نيويورك ألفريد سميث، وهو مَنْ وصفه حليفه فرانكلن روزفلت بـ«المحارب السعيد في ساحة المعركة السياسية». تمحورت حملة هوفر حول الكفاءة، وسجِل الحزب الجمهوري الذي يتميّز بالازدهار الاقتصادي، في حين تمحورت حملة سميث حول كفاءته إبان شغله منصب حاكم نيويورك. كان المرشحان من مناصري المشاريع والأعمال التجارية، ووعد كلّ منهما بتحسين ظروف المزارعين وإصلاح قوانين الهجرة والحفاظ على سياسة العزلة الخارجية للولايات المتحدة. اختلف المرشحان حول قانون فولستيد الذي حُظر بموجبه بيع المشروبات الكحولية. دعا سميث إلى إبطال القانون، في حين أبدى هوفر دعمًا محدودًا للحظر على الكحول، داعيًا إياه بـ«التجربة ذات الغايات النبيلة». حاز سميث على دعمٍ إضافيّ من الكاثوليكيين في المدن الكبيرة، لكنه تعرّض إلى حملة عنيفة من معاداة الكاثوليكية قادتها جماعة كو كلوكس كلان بالدرجة الأولى، بالإضافة إلى عددٍ من المبشرين البروتستانتيين في مناطقٍ ريفية في مختلف أنحاء الجنوب والغرب الأمريكي.
حقّق الجمهوريون انتصارًا ساحقًا في انتخابات نوفمبر. حصل هوفر على 58% من أصوات الناخبين، مع أن سميث تلقى أغلب الأصوات من المناطق الحضرية الكبيرة في البلاد، وحصل هوفر على أغلبية أصوات المجمع الانتخابي، بمعدل 444 مقابل 87 صوتٍ لسميث. فاز هوفر في 40 ولاية، من بينها ولاية سميث الأم، ونجح في كسر جبهة «الجنوب الصلب»، ففاز في 5 ولايات تدعم الديمقراطيين عادةً. يتّفق المؤرخون على أن سمعة هوفر الوطنية وازدهار الاقتصاد كانا من العوامل الحاسمة في انتخابات عام 1928، بالإضافة إلى الانشقاقات العميقة في الحزب الديمقراطي حول أمور مثل الدين وحظر الكحول.

## انتقال السلطة
مرّت فترة انتقالية مدتها قرابة 4 أشهر قبل استلام الرئيس المنتخب، هربرت هوفر، منصب رئيس الولايات المتحدة.
ذهب الرئيس المنتخب هوفر في رحلة إلى أمريكا اللاتينية في نوفمبر عام 1928، وأجرى جولة نوايا طيبة في 10 دولٍ من دول أمريكا اللاتينية. ألقى خلال رحلته 25 خطابًا، وأكّد خططه لتقليص التدخل السياسي الأمريكي والعسكري في شؤون أمريكا اللاتينية. إجمالًا، تعهّد هوفر بأن تصبح الولايات المتحدة «جارًا طيبًا». أُحبطت محاولة تفجير القطار الذي يستقلّه هوفر إبان عبوره سهول البامبا الشاسعة في رحلته من تشيلي إلى الأنديز.

## أداء القسم
أدى هوفر القَسم الرئاسي بصفته الرئيس الحادي والثلاثين للولايات المتحدة في 4 مارس عام 1929، وحدث ذلك في الرواق الشرقي من مبنى الكونغرس الأمريكي، وأشرف رئيس المحكمة العليا ويليام هوارد تافت (وهو الرئيس السابق أيضًا) على أداء القسم لمنصب الرئيس. كانت تلك المناسبة أول مناسبة لأداء القسم تُسجّل على كاميرات النيوزريل. حمل خطاب هوفر أثناء أداء القسم نبرة تفاؤلية، حتى عندما تحدّث عن «ازدراء القانون وعصيانه»، وهو ما عدّه «أخبث» مشكلة تواجه الأمّة.

ذكر هوفر في نهاية خطابه التالي:
بلادنا أرض غنية بالثروات، يبعث جمالها البهي على التحفيز، وتعجّ بملايين العائلات السعيدة، ومباركة بالراحة والفرص. لا توجد مؤسسات التطور المتقدمة التي نمتلكها، أو نتائج الإنجازات التي حافظنا عليها، أو الحكومة التي تستحق الاحترام في أي أمّة أخرى. لا توجد دولة يحبّها شعبها مثل دولتنا. لديّ إيمان راسخٌ بأهليّة هذا الشعب واستقامته وطموحه المرتفع، ولا أخشى على مستقبل بلدنا، بل أراه مستقبلًا زاهيًا ومليئًا بالأمل.
تقف تلك الكلمات على النقيض تمامًا من حسّ الإحباط الذي ساد الأمة الأمريكية إبان معظم فترة ولاية هوفر.
في صباح يوم أداء القسم، التقى الزوجان كوليدج بهوفر وزوجته في الغرفة الزرقاء ضمن البيت الأبيض، قبل التوجه إلى مبنى الكونغرس الأمريكي لحضور مناسبة أداء القسم.